# Dicranocarpus
Dicranocarpus là một chi thực vật có hoa trong họ Cúc (Asteraceae).

## Loài
Chi Dicranocarpus gồm các loài: